# Abdij van Sint-Wilmer
De Abdij van Sint-Wilmer is een voormalige abdij in de tot het departement Pas-de-Calais behorende stad Boulogne-sur-Mer, gelegen nabij de huidige Rue d'Aumont 3.
De abdij werd einde 11e eeuw gesticht en gedeeltelijk herbouwd in de 13e en 16e eeuw. Tijdens de Franse Revolutie werd de abdij opgeheven en gesloopt. Er kwamen woonhuizen voor in de plaats. In deze huizen zijn nog overblijfselen van de abdij te vinden.
De restanten van de abdij en de abdijkerk zijn verspreid in de diverse woningen in het huidige woonblok. In 1944 werden ze beschermd als monument.